# 塞馬茲河
46°10′47″N 6°10′54″E / 46.17979°N 6.18166°E

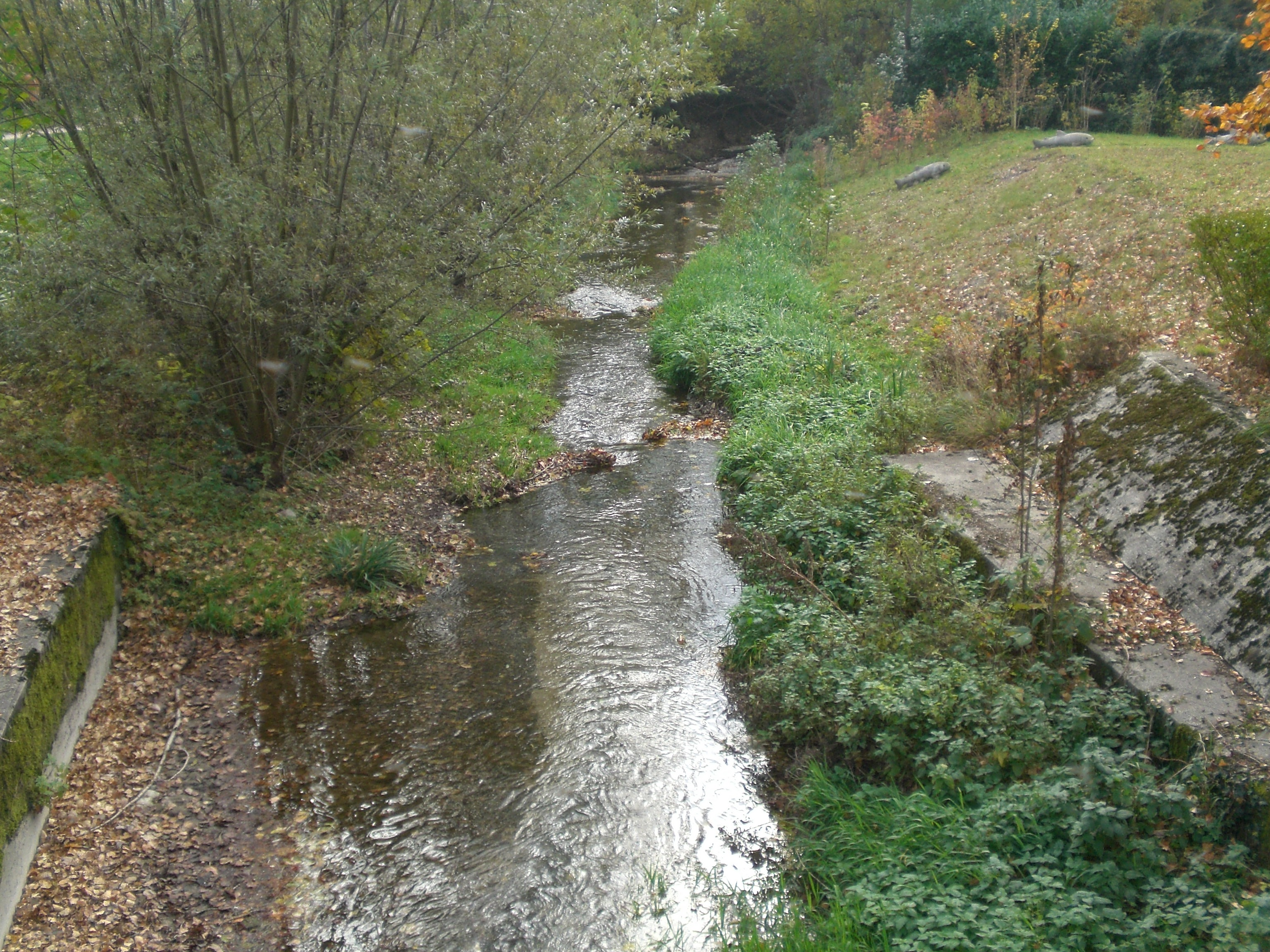

塞馬茲河是瑞士的河流，位於該國西部，流經日內瓦州，屬於阿爾沃河的支流，河道全長15公里，流域面積37平方公里，河口處在謝訥布日里和謝訥堡之間。